# Họ Cá than
Họ Cá than (Danh pháp khoa học: Anoplopomatidae) hay còn gọi ngắn gọn là cá than là một họ cá biển theo truyền thống xếp như là họ duy nhất trong phân bộ Anoplopomatoidei của bộ Cá mù làn (Scorpaeniformes), nhưng gần đây được phân loại lại như là họ duy nhất trong phân thứ bộ Anoplopomatales thuộc phân bộ Cottoidei của bộ Perciformes. Đây là họ cá đặc biệt, chỉ có hai loài trong họ này gồm loài cá than (Anoplopoma fimbria) và cá Erilepis zonifer, cả hai loài cá này đều nằm trong hai chi đơn loài. Các loài này phân bố ở phía Bắc Thái Bình Dương, từ Nhật Bản cho tới California, chúng là cá nước sâu sống ở đáy.

## Giá trị
Chúng là các loài cá có giá trị kinh tế và còn được gọi là cá tuyết đen. Cá than được gọi bằng rất nhiều tên. Nó có một tên khác nhau trong mỗi nước, nơi chúng được ăn. Trong số các nước nói tiếng Anh, nó có 8 tên. Ở Mỹ, nó được gọi là butterfish. Ở Anh gọi là black cod hay candlefish. Ở Canada, chúng được gọi là coal-fish. Cá than được xem là cá ngon, khi được chế biến với ít dầu, được xem là món ăn bổ dưỡng, vì chúng có hàm lượng mỡ cao. Nó chứa nhiều axít béo omega-3, chất này rất hữu ích cho sức khỏe, góp phần cải thiện được các triệu chứng của người mắc bệnh tim mạch. Chúng cũng chứa ít thủy ngân.